# Bert van Alphen
Bert van Alphen (10 april 1954) is een Nederlands bestuurder en politicus van GroenLinks.

## Biografie
Van Alphen studeerde tussen 1975 en 1978 aan de pedagogische academie. Vervolgens werkte hij tussen 1978 en 1990 als leerkracht op de openbare basisschool de Stortenbeker in Den Haag, waar hij zich in het bijzonder bezighield met taalonderwijs en onderwijs aan migranten (ook ouders). Vanaf 1990 werkte hij op het Johan de Witt College in Den Haag als docent Nederlands. Hier hield hij zich in het bijzonder bezig met internationale schakelklassen en onderwijs aan vluchtelingen. Sinds 1998 was hij raadslid namens GroenLinks in Den Haag en sinds 2000 fractievoorzitter.
Tussen 2006 en 2010 was hij als wethouder in Den Haag verantwoordelijk voor welzijn, volksgezondheid, emancipatie en het stadsdeel centrum. Van 2012 tot 2014 was hij wethouder welzijn, sociale zaken en zorg in Pijnacker-Nootdorp. Van 2015 tot zijn wethouderschap van Den Haag in 2018 was hij jeugdombudsman en plaatsvervangend ombudsman bij de gemeente Den Haag. Vanaf 2018 was hij opnieuw wethouder, deze keer verantwoordelijk voor de portefeuille sociale zaken, werk en inkomen, armoede, sociale werkvoorziening, maatschappelijke opvang, emancipatie en stadsdeel Centrum. In 2021 trad van Alphen af na een uitgekomen rapport over het geflopte banenproject 'Energieacademie'.

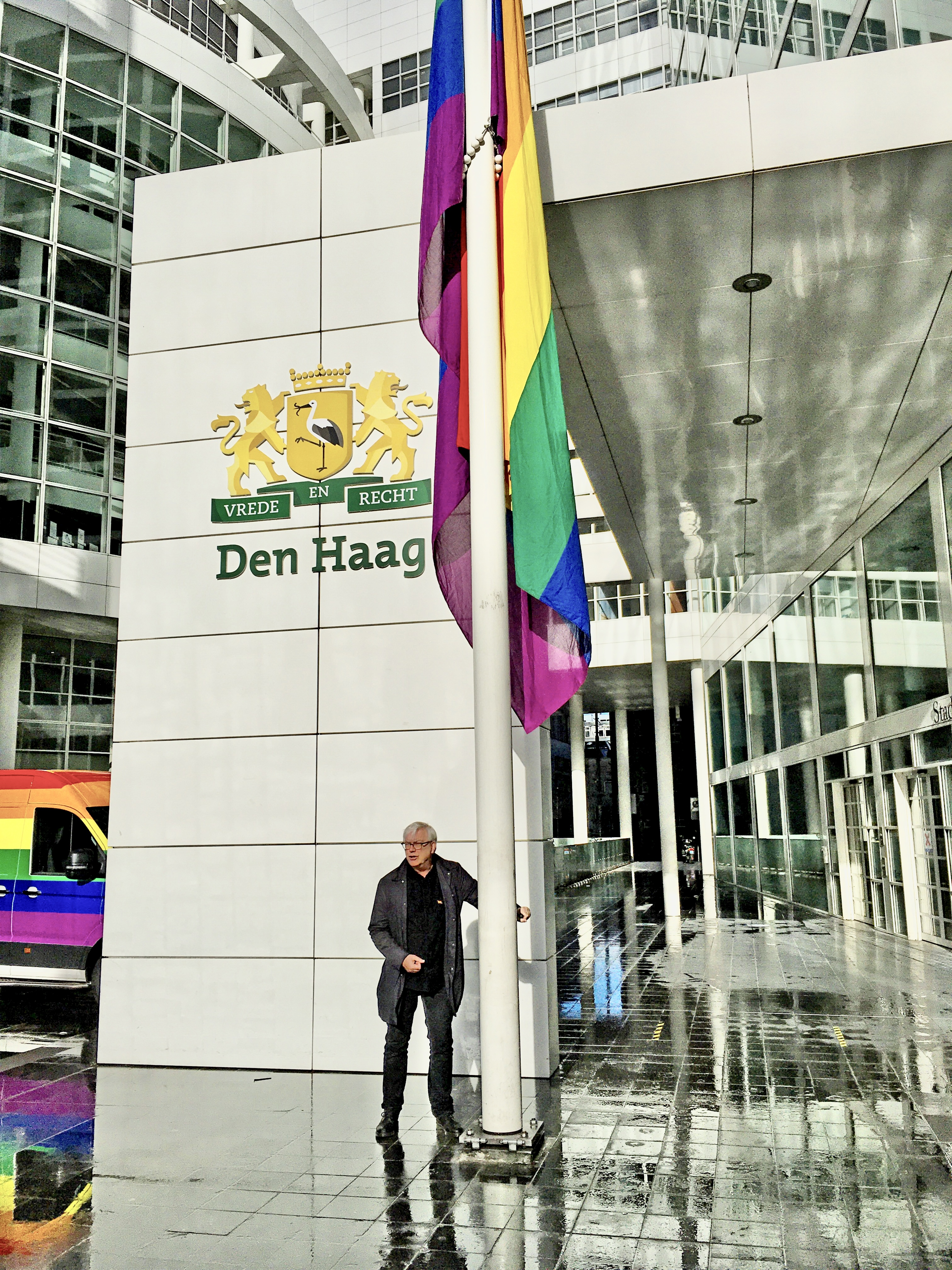
Coming-Outdag 2020 in Den Haag: Wethouder Bert van Alphen hijst de regenboogvlag bij het stadhuis van Den Haag